# Rottendorf (Bawaria)
Rottendorf – miejscowość i gmina w Niemczech, w kraju związkowym Bawaria, w rejencji Dolna Frankonia, w regionie Würzburg, w powiecie Würzburg. Leży około 6 km na wschód od Würzburga, przy autostradzie A7, A3, drodze B8 i linii kolejowej Monachium - Norymberga - Würzburg.

## Demografia
| Rok  | Liczba mieszk. |
| ---- | -------------- |
| 1970 | 3935           |
| 1987 | 4286           |
| 2000 | 4761           |

## Polityka
Wójtem jest Rainer Fuchs. Rada gminy składa się z 17 członków:
|      | CSU | SPD | Niezrzeszeni | Zieloni | Razem     |
| 2002 | 5   | 4   | 7            | 1       | 17 miejsc |

## Współpraca
Miejscowości pertnerskie:
- Troarn, Francja (od 1987)

## Oświata
(na 1999)

W gminie znajduje się szkoła podstawowa z częścią Hauptschule oraz szkoła muzyczna.